# Meteorologiåret 1936

## Händelser

### Januari
- 22 januari – Extremt kalla vindar lamslår trafiken vid Twin Cities i Minnesota, USA [1].

### Juni
- 2 juni - I Gludsted Plantage, Danmark uppmäts temperaturen -3,5 °C, vilket blir Danmarks lägst uppmätta temperatur för månaden [2].
- 24 juni - Lund, Sverige upplever med + 28,C° sin varmaste midsommarafton någonsin [3].

### Juli
- 6 juli – I North Dakota, USA uppmäts delstatens varmaste temperatur någonsin [4].

### September
- 21 september – Sommarlik värme råder i Minnesota, USA [5].

### Oktober
- 30 oktober – En sandstorm i centrala Minnesota, USA orsakar stora skador [6].

### December
- December - Haparanda, Sverige tangerar 1932 års rekord för sin näst mildaste decembermånad någonsin, efter 1929 års rekord [7]
- 24 december – Oslo, Norge upplever med +6.2 °C sin mildaste julaftonskväll någonsin [8].

## Födda
- 13 december – Hendrik Tennekes, nederländsk meteorolog.

## Avlidna
- 6 december – Oliver Lanard Fassig, amerikansk meteorolog och klimatolog.
- 18 december – Andrija Mohorovičić, kroatisk meteorolog och seismolog.